# Amerikaanse presidentsverkiezingen 1892
De Amerikaanse presidentsverkiezingen van 1892 waren gedeeltelijk een hernieuwde strijd tussen de Democratische oud-president Grover Cleveland en de Republikeinse zittend president Benjamin Harrison, die ook in 1888 de strijd met elkaar aangingen. Het veld werd aangevuld met James Weaver die kandidaat voor de Populist Party was.

## Nominaties
De Republikeinen hielden hun partijconventie in Minneapolis en nomineerden president Harrison als kandidaat voor herverkiezing. James Gillespie Blaine en toekomstig president William McKinley waren ook in de race voor de partij. Whitelaw Reid werd de vicepresidentskandidaat.
De Democratische Partij nomineerde Grover Cleveland voor de derde maal op rij. Cleveland had tijdens de verkiezingen van 1884 winst geboekt, maar verloor vier jaar later van Harrison. Adlai E. Stevenson werd Clevelands running mate.

## Presidentskandidaten
- Voormalig 
 President 
 Grover Cleveland 
 uit New York 
 Democratische Partij

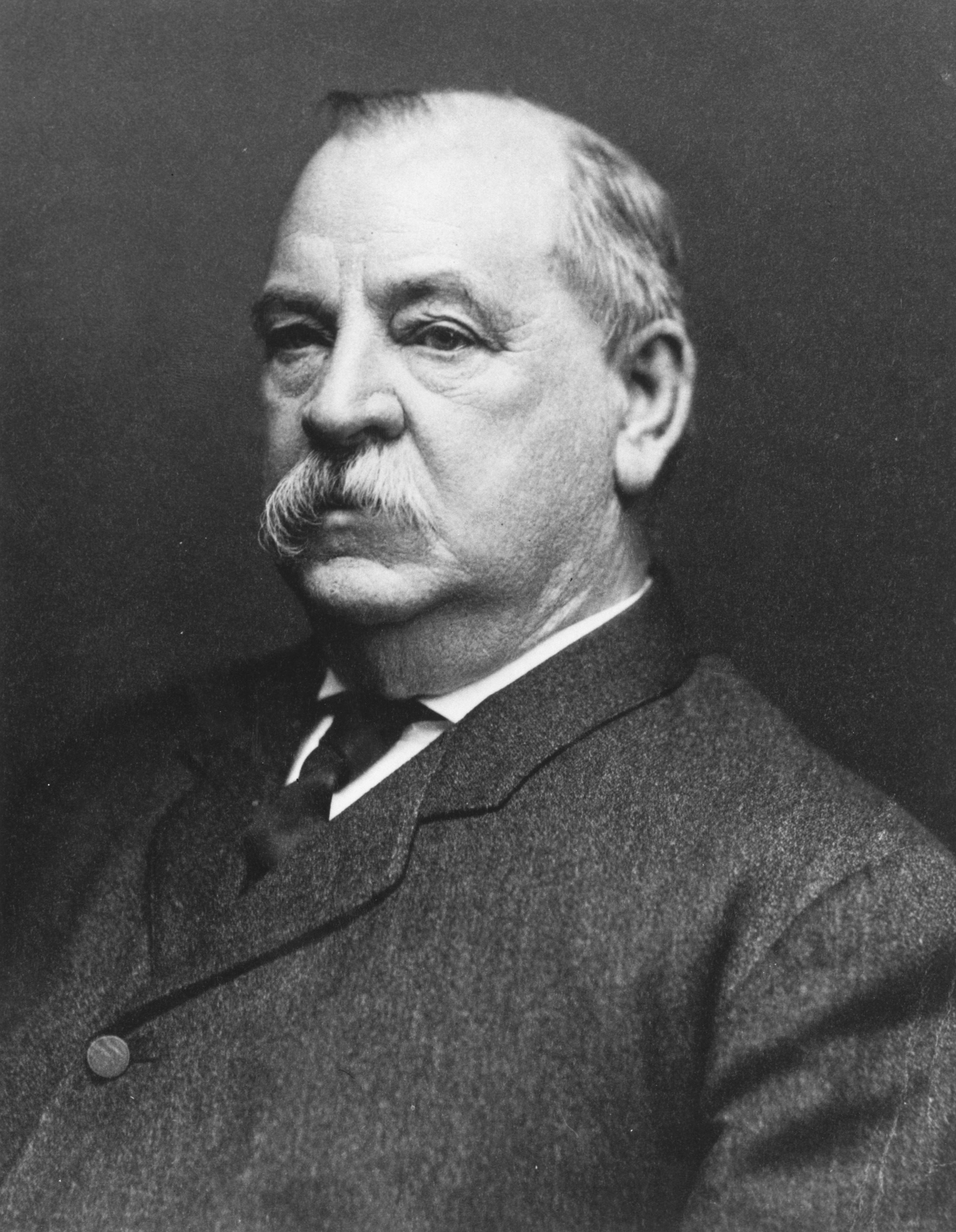
Voormalig President Grover Cleveland uit New York Democratische Partij
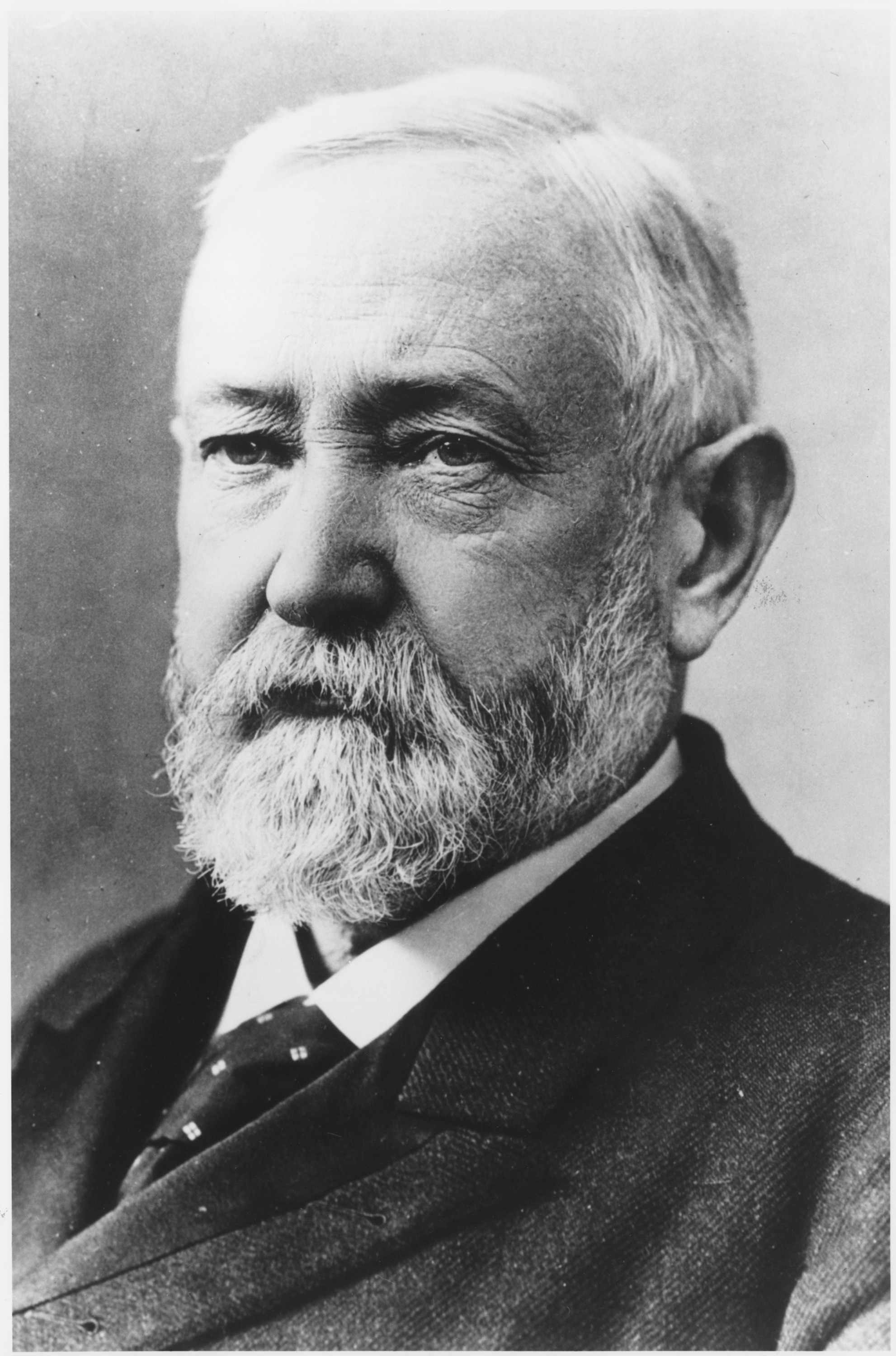
President Benjamin Harrison uit Ohio Republikeinse Partij
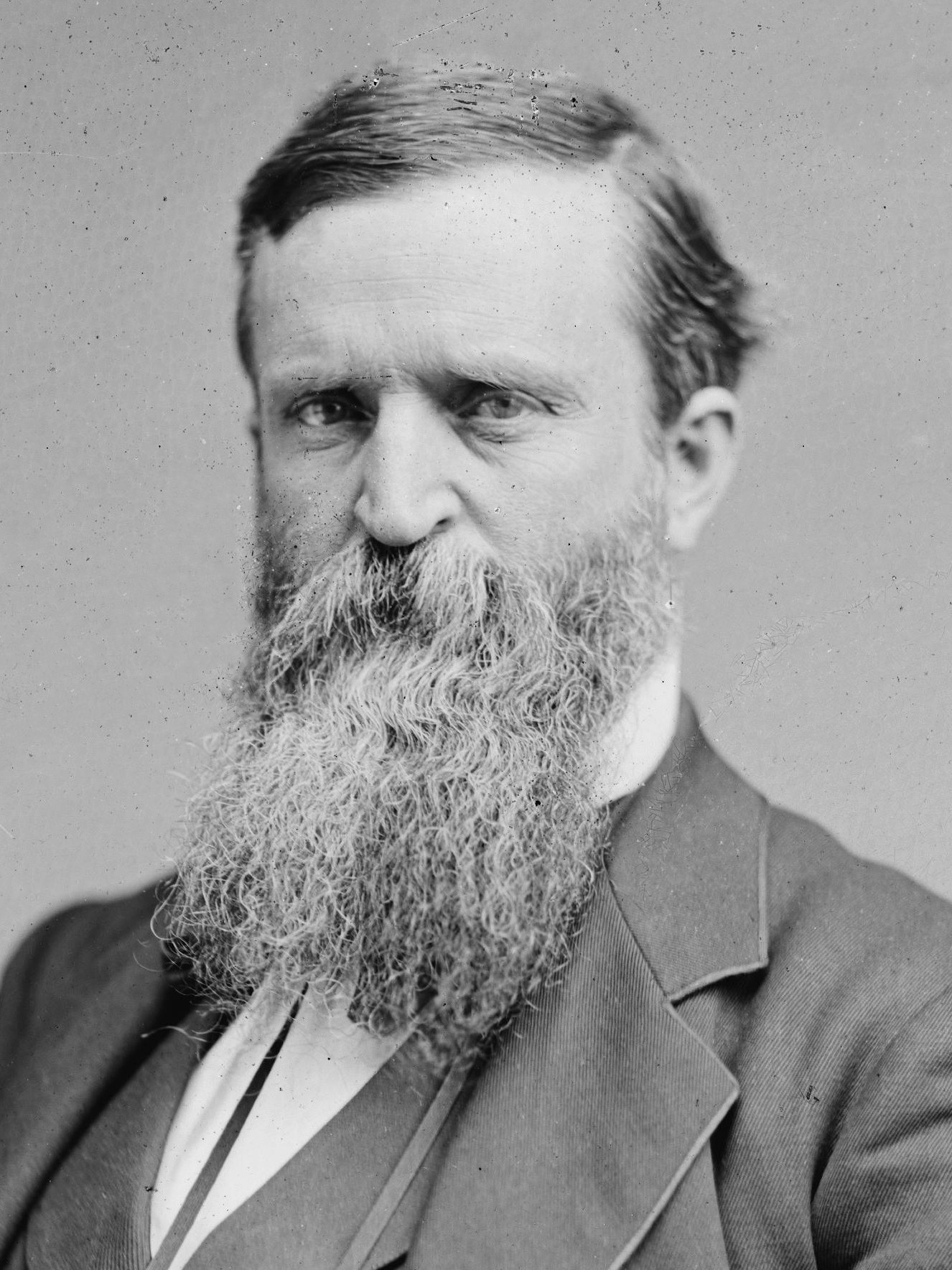
Voormalig Afgevaardigde James Weaver uit Iowa Populistische Partij

- Voormalig 
 Afgevaardigde 
 James Weaver 
 uit Iowa 
 Populistische Partij

### Vicepresidentskandidaten

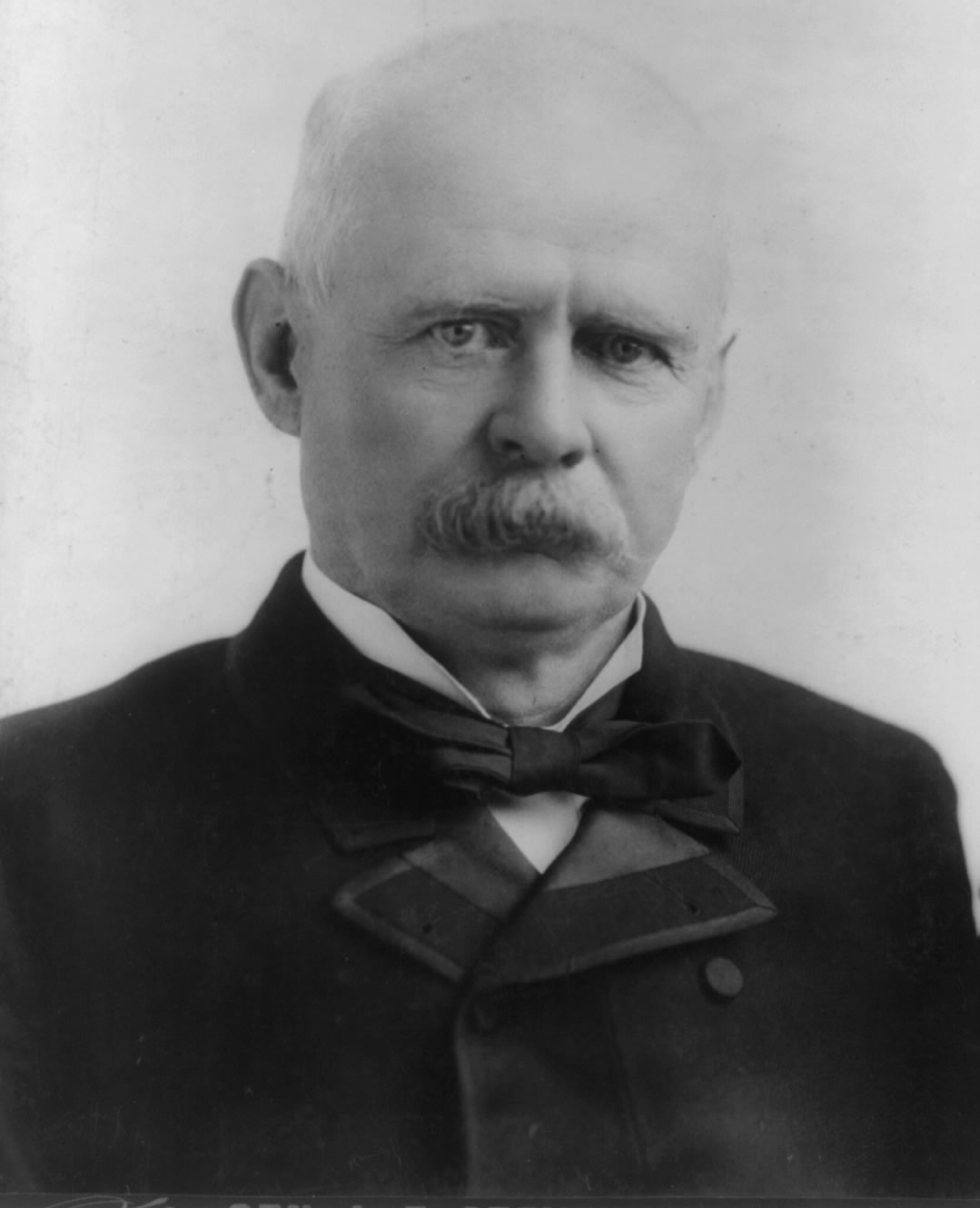
Voormalig Afgevaardigde Adlai Stevenson I uit Illinois Democratische Partij
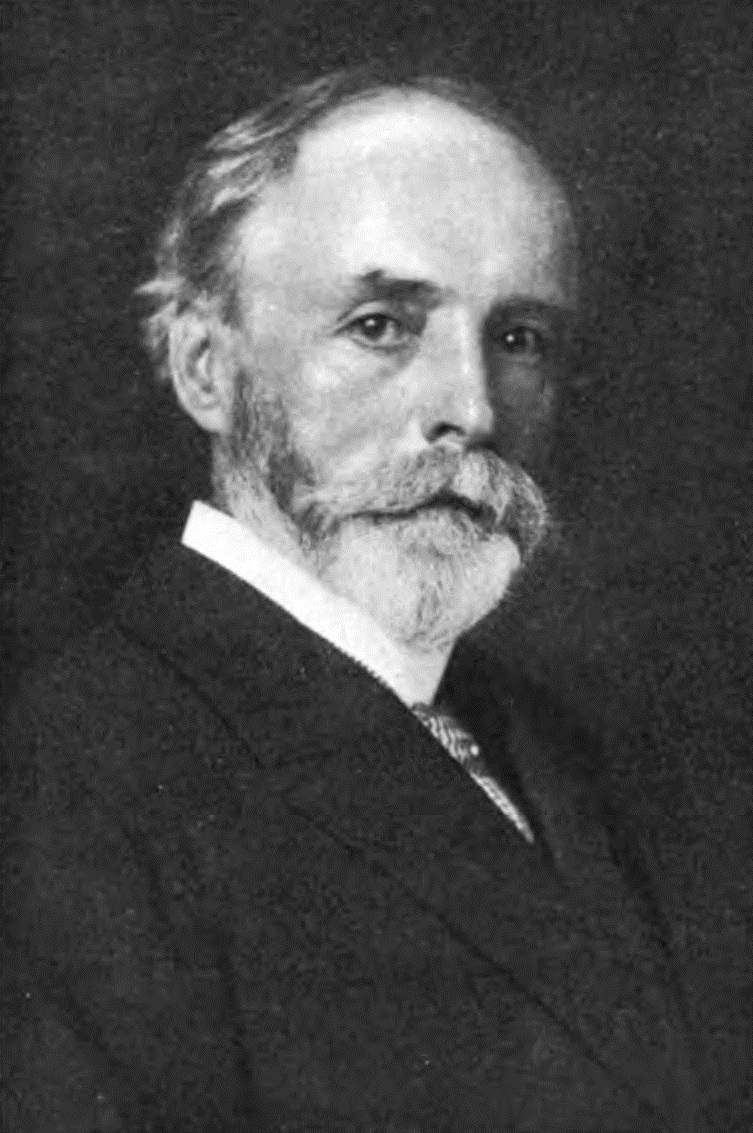
Voormalig Ambassadeur Whitelaw Reid I uit New York Republikeinse Partij
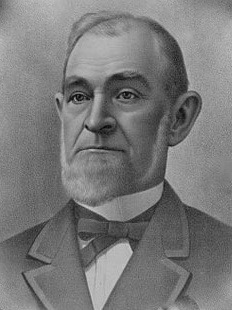
Voormalig Procureur-generaal James Field uit Virginia Populistische Partij

- Voormalig 
 Afgevaardigde 
 Adlai Stevenson I 
 uit Illinois 
 Democratische Partij
- Voormalig 
 Ambassadeur 
 Whitelaw Reid I 
 uit New York 
 Republikeinse Partij
- Voormalig 
 Procureur-generaal 
 James Field 
 uit Virginia 
 Populistische Partij

## Campagne
Net als vier jaar eerder was het op het gebied van handelstarieven waar de belangrijkste verschillen tussen de Democraten en Republikeinen te vinden waren, waarbij de Republikeinen protectionistisch waren en de Democraten een meer vrije handel voor ogen hadden.
De Populisten voerden met name campagne tegen de gouden standaard. Zij eisten een op zilver gebaseerde munt en hogere inflatie om zodoende boerenbedrijven in het land te ondersteunen. Cleveland hield vast aan een "harde" munt, oftewel een op goud gebaseerde dollar.
De regering van Harrison lag intussen onder vuur naar aanleiding van enkele harde stakingsacties waar gewapend tegen werd opgetreden.

## Uitslag
Grover Cleveland won ditmaal zowel bij de uitgebrachte stemmen als in het kiescollege. De zuidelijke staten en een deel van het industriële noordwesten van het land gaven hem een voorsprong van ruim 350.000 stemmen ten opzichte van Harrison. De Populistische kandidaat Weaver won ook enkele staten, met name in het westelijke deel van de VS, en kreeg ruim een miljoen stemmen. In het kiescollege won Cleveland 277 kiesmannen, terwijl Harrison er 145 achter zijn naam kreeg. Weaver won in 6 staten in totaal 22 kiesmannen.
Met zijn overwinning werd Cleveland de eerste president die twee elkaar niet opeenvolgende termijnen zou dienen. Hij was naast de 22e president van de Verenigde Staten tevens de 24e president.
| Kandidaat         | Partij               | Stemmen    | Percentage | Kiesmannen | Running mate      |
| ----------------- | -------------------- | ---------- | ---------- | ---------- | ----------------- |
| Grover Cleveland  | Democratische Partij | 5.553.898  | 46,0%      | 277        | Adlai Stevenson I |
| Benjamin Harrison | Republikeinse Partij | 5.190.799  | 43,0%      | 145        | Whitelaw Reid I   |
| James Weaver      | Populist Party       | 1.026.595  | 8,5%       | 22         | James Field       |
| John Bidwell      | Prohibition Party    | 270.889    | 2,2%       | 0          | James Cranfill    |
| Overigen          |                      | 25.846     | 0,2%       | 0          |                   |
| TOTAAL            |                      | 12.068.027 | 100%       | 444        |                   |